# Giáo

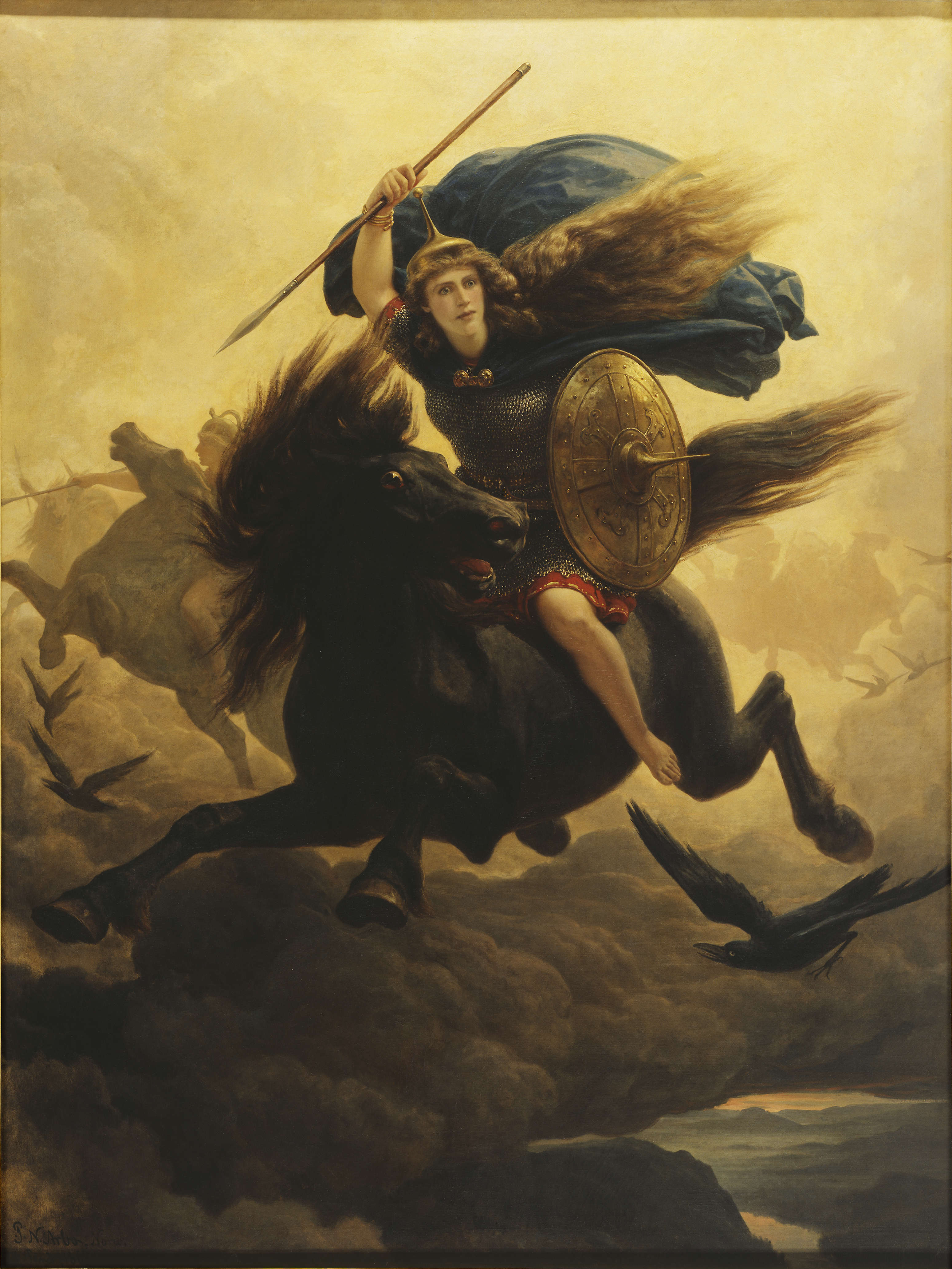
Một nữ chiến binh với cây giáo

Giáo là một loại vũ khí cận chiến gồm một trục (thường bằng gỗ) với một đầu nhọn. Mũi giáo có thể là một đầu của trục được mài nhọn (như giáo lửa cứng - fire hardened spear), hoặc nó có thể được làm bằng vật liệu bền hơn (như đá lửa, đá vỏ chai, sắt, thép hoặc đồng) và được gắn chặt vào trục. Thiết kế phổ biến nhất để săn bắn hoặc chiến đấu với giáo từ thời cổ đại là kết hợp một mũi kim loại hình tam giác, hình thoi hoặc hình chiếc lá. Mũi của loại giáo dùng để đánh cá thường có gai hoặc cạnh răng cưa.
Giáo có thể được chia làm hai loại: một loại để chọc như một vũ khí cận chiến và một loại để ném như là một vũ khí tầm xa.
Giáo đã được sử dụng trong suốt lịch sử loài người như một công cụ săn bắn và câu cá và làm vũ khí. Cùng với chùy, dao và rìu, giáo là một trong những công cụ sớm nhất và quan trọng nhất được phát triển bởi người cổ đại. Là một vũ khí, giáo có thể được sử dụng bằng một hoặc hai tay. Giáo được sử dụng trong hầu hết mọi cuộc xung đột cho đến thời kỳ hiện đại (khi nó tiếp tục tồn tại dưới dạng lưỡi lê) và có lẽ là vũ khí được sử dụng phổ biến nhất trong lịch sử.

## Trong chiến đấu

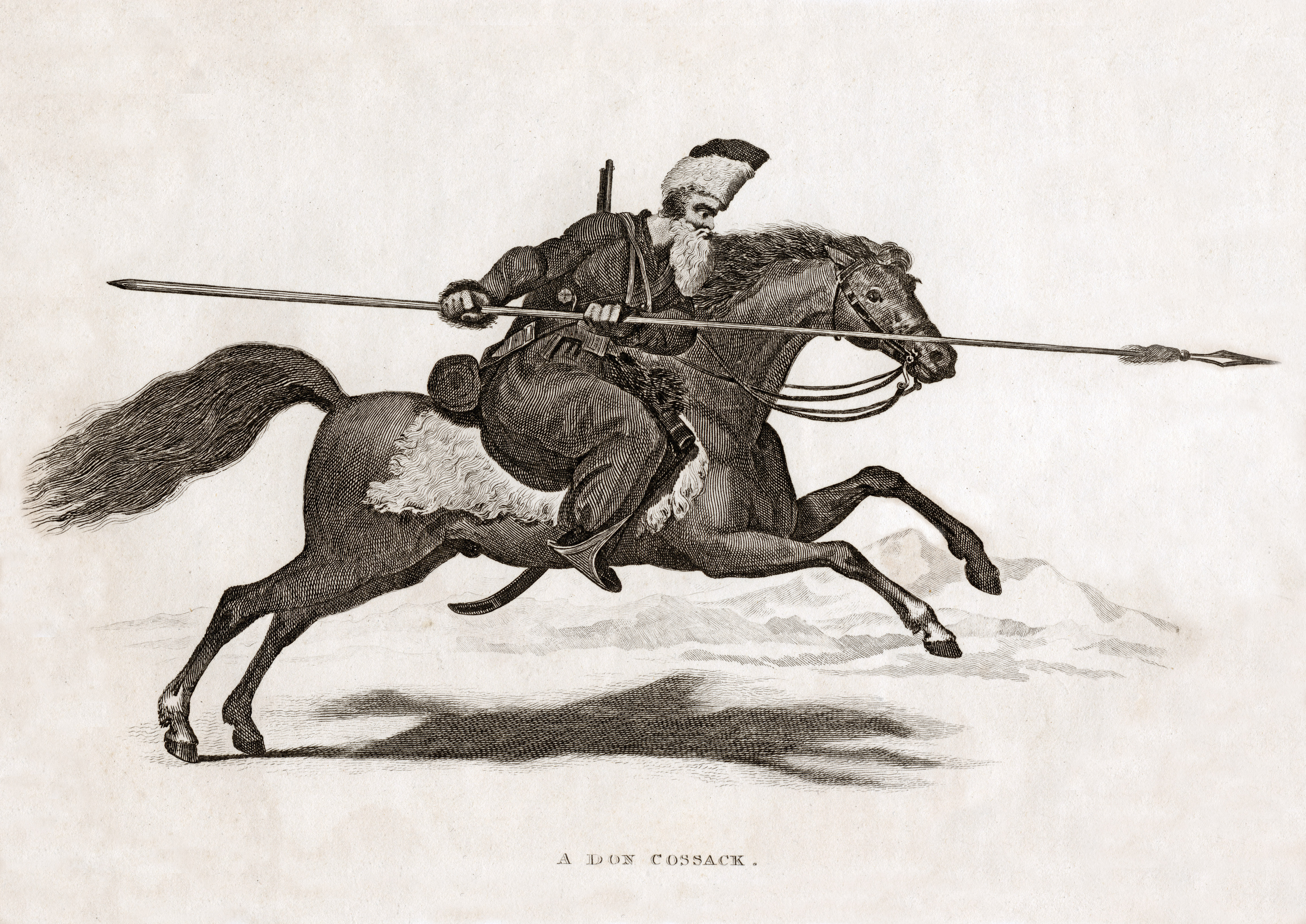
Một chiến binh Cossack